# رازهایی که نگه می‌داریم
رازهایی که نگه می‌داریم (به انگلیسی: The Secrets We Keep) فیلمی است در ژانر درام و دلهره‌آور محصول ۲۰۲۰ آمریکا. فیلم را یووال آدلر براساس سناریویی که خود به همراه رایان کاوینگتن نوشته، کارگردانی نموده است. هنرپیشگانی چون نومی راپاس، یوئل کینامان و کریس مسینا در این فیلم به ایفای نقش پرداخته‌اند.

## داستان
مایا یک رومانیایی است که پس از ازدواج با شوهر آمریکایی پزشکش، تابعیت آمریکا را گرفته است. آنها یک پسر خردسال دارند و زندگی‌ای عادی را می‌گذرانند. روزی مایا مردی را می‌بیند که کابوس‌های گذشته‌اش را به خاطرش می‌آورد. او بر سر راه آن مرد کمین گذاشته و او را بیهوش می‌کند و دست و پایش را می‌بندد و به گوری که قبلاً در بیرون شهر کنده می‌برد تا وی را به قتل برساند. ولی سپس منصرف می‌شود و به خانه بازگشته و از شوهرش درخواست کمک می‌کند. او به شوهرش می‌گوید که دربارهٔ گذشته‌اش دروغ می‌گفته، او در اصل یک کولی رومانیایی است که چندی را به اتفاق خانواده‌اش در یک اردوگاه کار اجباری نازی‌ها گذرانده و در پایان جنگ تعدادی از نازی‌ها به آنان تجاوز کرده و سپس خواهر و بقیهٔ زنان همراه را کشته‌اند و این مرد هم نامش کارل است و یکی از آنهاست. زن و شوهر کارل را به زیرزمین خانه می‌برند، ولی او کل قضیه را انکار کرده و خود را یک سوئیسی به نام توماس معرفی می‌کند. مایا برای کشف حقیقت به خانهٔ او می‌رود و با همسر کارل گفتگو می‌کند تا واقعیت را بداند.